# 伊丽莎白·拉法尔德
伊丽莎白·拉法尔德（Elizabeth Raffald，1733年—1781年4月19日），是一位英国作家、创新者和企业家。
拉法尔德出生并成长于英国约克郡的唐卡斯特，她做了十五年家政工作，最后一份家政工作是在柴郡阿利馆的沃伯顿男爵家族作为管家。她与男爵家的首席园丁约翰结婚后，辞去了自己的职位。夫妇二人搬到了兰开夏郡的曼彻斯特之后，拉法尔德在那里开设了一个中介所，以用于向雇主介绍家政工人。她还经营了一家烹饪学校，并出售从那里生产的食品。1769年，她发表了食谱《经验丰富的英格兰管家》，其中首次记载了“新娘蛋糕”的配方，即现代俗知的婚礼蛋糕。同时，她也可能是葡萄干蛋糕的创造者。
1772年8月，拉法尔德出版了《曼彻斯特姓名录》，其中列出了曼彻斯特地区1505名商人和公民领袖——这是这座新兴城市的第一个此类姓名录。后来拉法尔德一家在曼彻斯特和索尔福德经营了两家重要的邮政大楼，而后陷入了财务问题（可能由丈夫约翰的酗酒造成）。后来，拉法尔德在草莓时令期开始了销售草莓和热饮的业务。在出版了第三版姓名录之后，且仍在更新第八版食谱时，拉法尔德突然于1781年离世。
去世后，她的食谱有15个正式版本，以及23个盗版版本。她的食谱遭到了其他作者的严重抄袭，尤其是伊莎贝拉·比顿（Isabella Beeton）的畅销书《比顿夫人的家庭管理书》（1861）。拉法尔德的食谱也受到了数位现代厨师和美食作家的赞扬，包括伊丽莎白·戴维（Elizabeth David）和简·格里格森（Jane Grigson）。
 

## 生平

### 早期生活

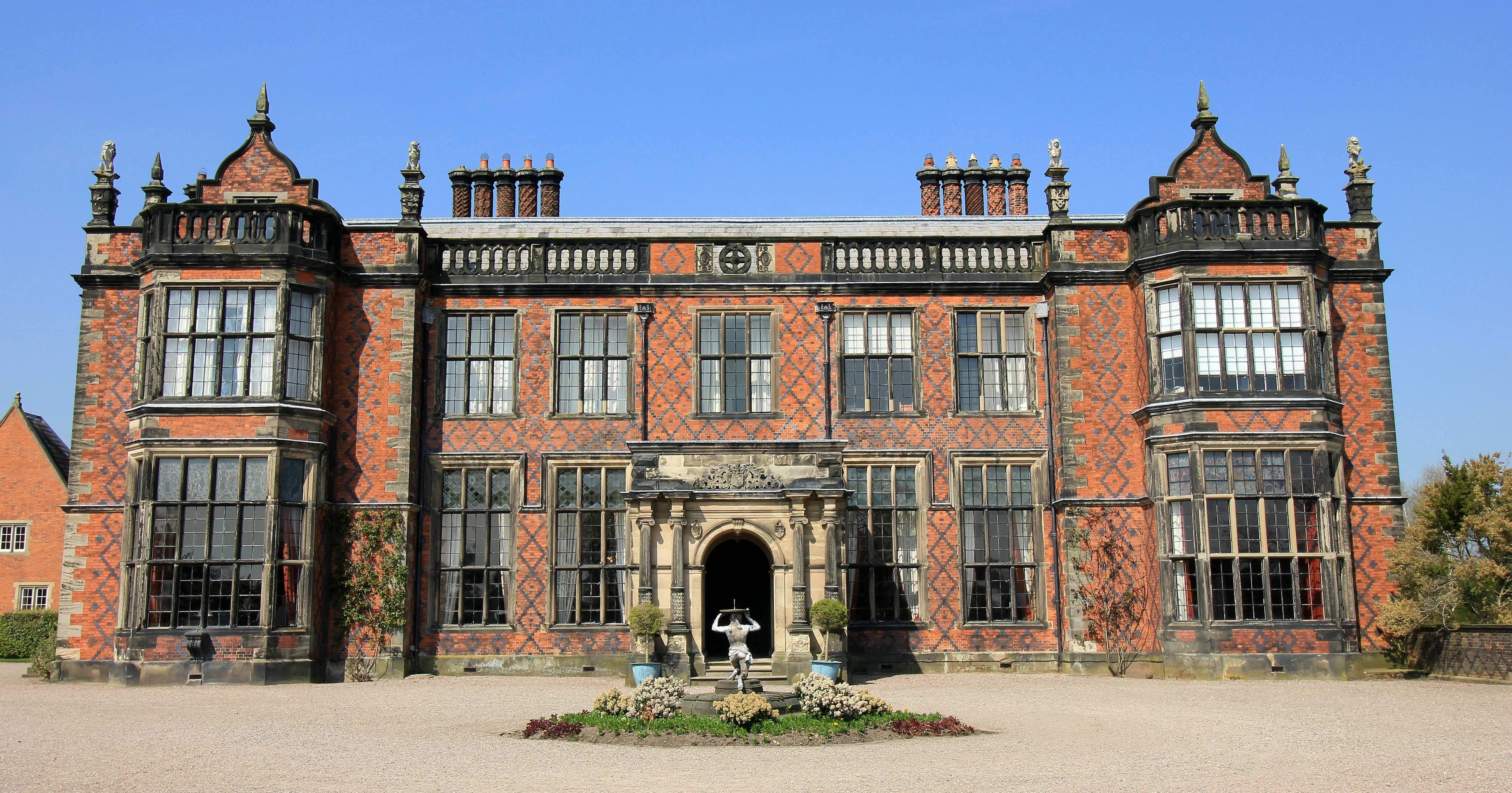
柴郡阿利馆 ，拉法尔德受雇为管家之地

拉法尔德在唐卡斯特以伊丽莎白·惠特克（Elizabeth Whitaker）的名字出生，是约书亚·惠特克（Joshua Whitaker）和伊丽莎白·惠特克（Elizabeth Whitaker）的五个女儿之一。1733年7月8日，拉法尔德受了施洗礼。她接受了包括法语在内的良好教育，十五岁时，她在家政行业成为了一名厨房女工，随后晋升到管家的位置。她最后一次当管家是在英格兰西北部柴郡的阿利馆，是沃伯顿男爵家族的伊丽莎白·沃伯顿夫人（Lady Elizabeth Warburton）的管家。拉法尔德从1760年12月开始在家政行业工作，年薪为16英镑。在这一行业，她工作了15年。
在沃伯顿男爵家族工作了几年后，她嫁给了阿利馆的首席园丁约翰·拉法尔德（John Raffald），婚礼于1763年3月3日在柴郡大布德沃思的圣玛丽和诸教堂举行。4月23日，这对夫妇辞去了沃伯顿家的工作，搬到了曼彻斯特的茴香街，约翰的家人在那里的艾尔维尔河附近照看着蔬菜农场。接下来的几年中，据传这对夫妇生育了六个女儿，每个女儿都在外出时穿得干净整洁，并且都有各自的保姆陪伴。其中，至少三个女儿都上了寄宿学校。

### 事业成就

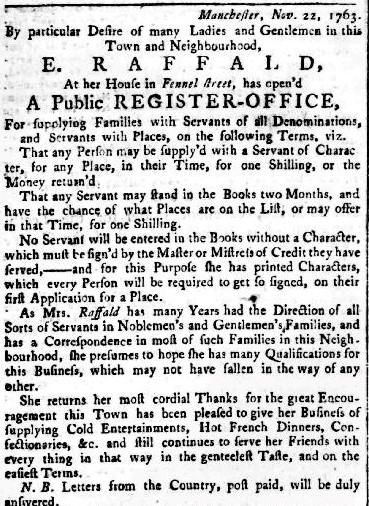
1763年11月，拉法尔德在《曼彻斯特水星报》上的广告

约翰在茴香街附近开了一家花艺店，拉法尔德在这里开始了她的创业生涯。她租下了多余的房间作为储藏室，开了一个中介所，将家政服务人员介绍给雇主，并收取中介费用。同时，她也在广告中宣传，她“乐于提供娱乐产品，法式热餐，甜品等。”接下来的几年中，她的生意不断发展，于是在提供的服务中增加了烹饪课程。1766年8月，拉法尔德搬到了一间相较之前据传更大的房子，坐落于市场的交易巷。丈夫约翰在那里出售植物和种子；而根据拉法尔德在当地报纸上的广告，她则提供“果冻、奶油、波塞特热饮、甜布丁、柠檬芝士蛋糕，以及娱乐活动的其他装饰品；除此之外，还有约克郡火腿、冷切肉冻、纽卡斯尔三文鱼、鲟鱼，咸菜，和各式番茄酱”。她还组织了公民晚宴，并负责了晚宴的餐饮供应。翌年，除了糖果，她还出售：
开心果、法国橄榄、葡萄牙和法国李子、梅干、青柠、菠萝罐头，以及产自英国或其他国家的各种干湿蜜饯；还有土耳其无花果、葡萄干、糖杏仁……松露、羊肚菌和各种香料。

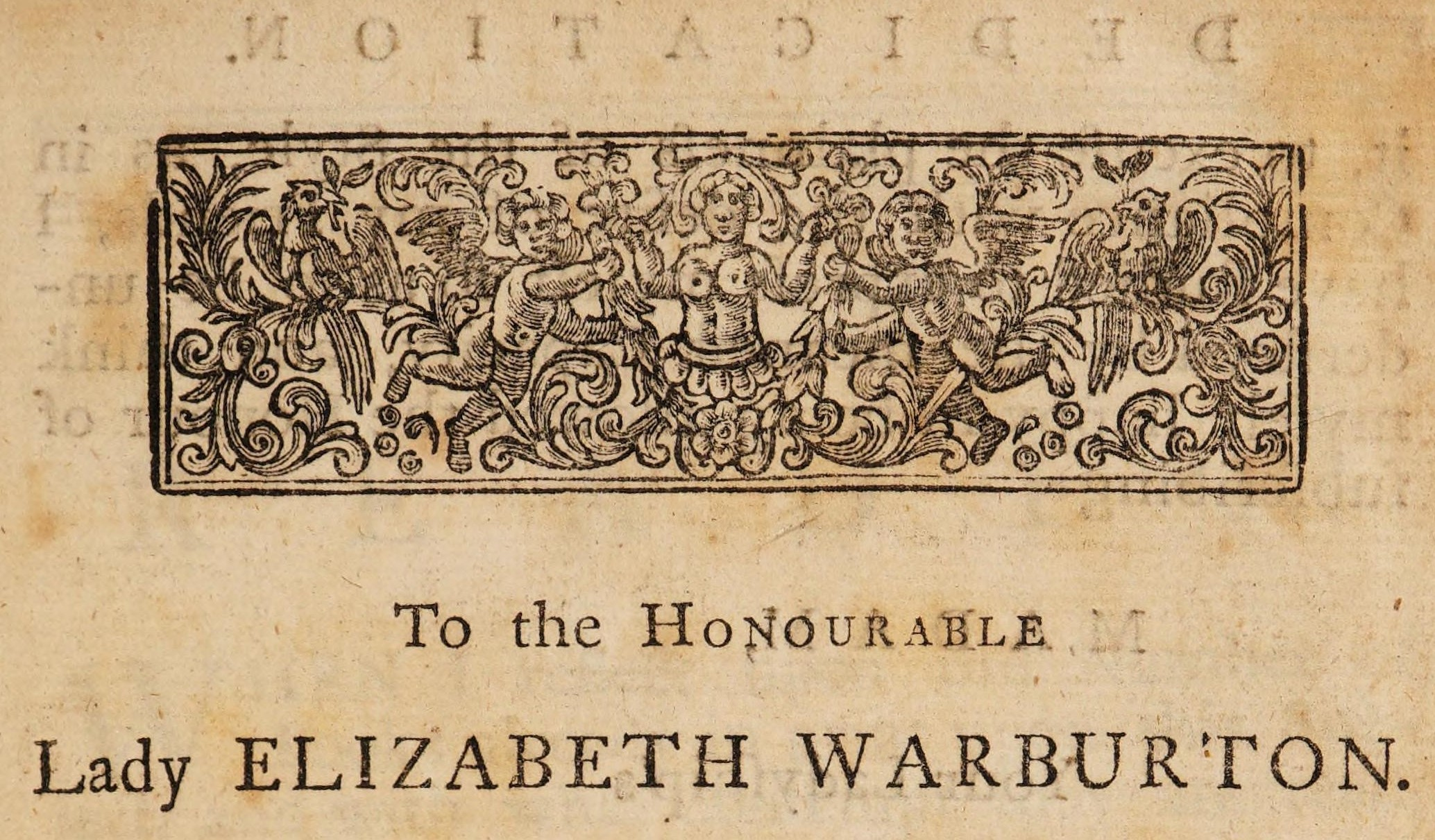
1769年版《经验丰富的英国管家》中的献辞

1769年，拉法尔德出版了她的食谱《经验丰富的英格兰管家》，以专门献给沃伯顿夫人。按照当时出版社的做法，拉法尔德首先得到了一些预付书费的订阅者。第一版得到了800多个订阅者的支持，共筹集了800多英镑。当书正式出版时，订阅者只需支付5先令；而未订阅者需支付6先令。拉法尔德在书中写道，这本书是“由一位我非常信赖的邻居负责印刷，他作风严谨，没有做出一点改动”。提到的这位邻居名为约瑟夫·哈罗普（Joseph Harrop），他出版了《曼彻斯特水星报》，是一份每周发售的报纸。拉法尔德在该报上刊登了大量宣传广告。她把这本书的创作过程描述为一项“艰巨的任务”，由于她的“过度投入和过度关注”，甚至身体健康也遭受了损害。为了避免产生盗版作品，第一版中，拉法尔德在的每一本的首页上都签上了名字。
在《经验丰富的英格兰管家》的引言中，拉法尔德说：“我可以向我的朋友们保证，（这些食谱）全部出自我的个人经验，并没有借鉴其他作者的作品。”如同她的前辈汉娜·格拉瑟（Hannah Glasse）（1747年发表了《简单易懂的烹饪艺术》）一样，拉法尔德没有“使用佶屈聱牙的词语或名称来修饰，而是使用了（她）自己朴实无华的语言” 。历史学家凯特·柯尔克霍恩（Kate Colquhoun）说，拉法尔德和格拉瑟的写作“从容而自信”，在英国乔治时代，两人都是食谱的畅销作家 。
1771年，拉法尔德发行了第二版《经验丰富的英格兰管家》，包含了上一版未收录的其它一百道食谱，由伦敦帕特诺斯特街47号的罗伯特·鲍德温（Robert Baldwin）出版。他向拉法尔德支付了1,400英镑以购买这本书的版权。鲍德温要求她修改一些曼彻斯特方言时，拉法尔德拒绝了，并说：“当时，我写的就是我想写的；我是故意的，我不会做出任何更改。”在她的近五十年生命中，这本书也有了一些延伸版本：1772年的都柏林印刷版，以及1773，1775和1776年的伦敦印刷版。

1771年5月，拉法尔德在广告上宣称，她已开始在她的商店里出售化妆品，以及薰衣草蒸馏水、香皂团、法国肥皂、天鹅绒粉扑、洁牙粉、润唇膏和香水。历史学家罗伊·希珀伯顿（Roy Shipperbottom）认为，她的侄子（汉诺威国王的调香师）可能是这些商品的供应商。同年，她还协助成立了第二家曼彻斯特报纸《普雷斯科特的曼彻斯特日报》。

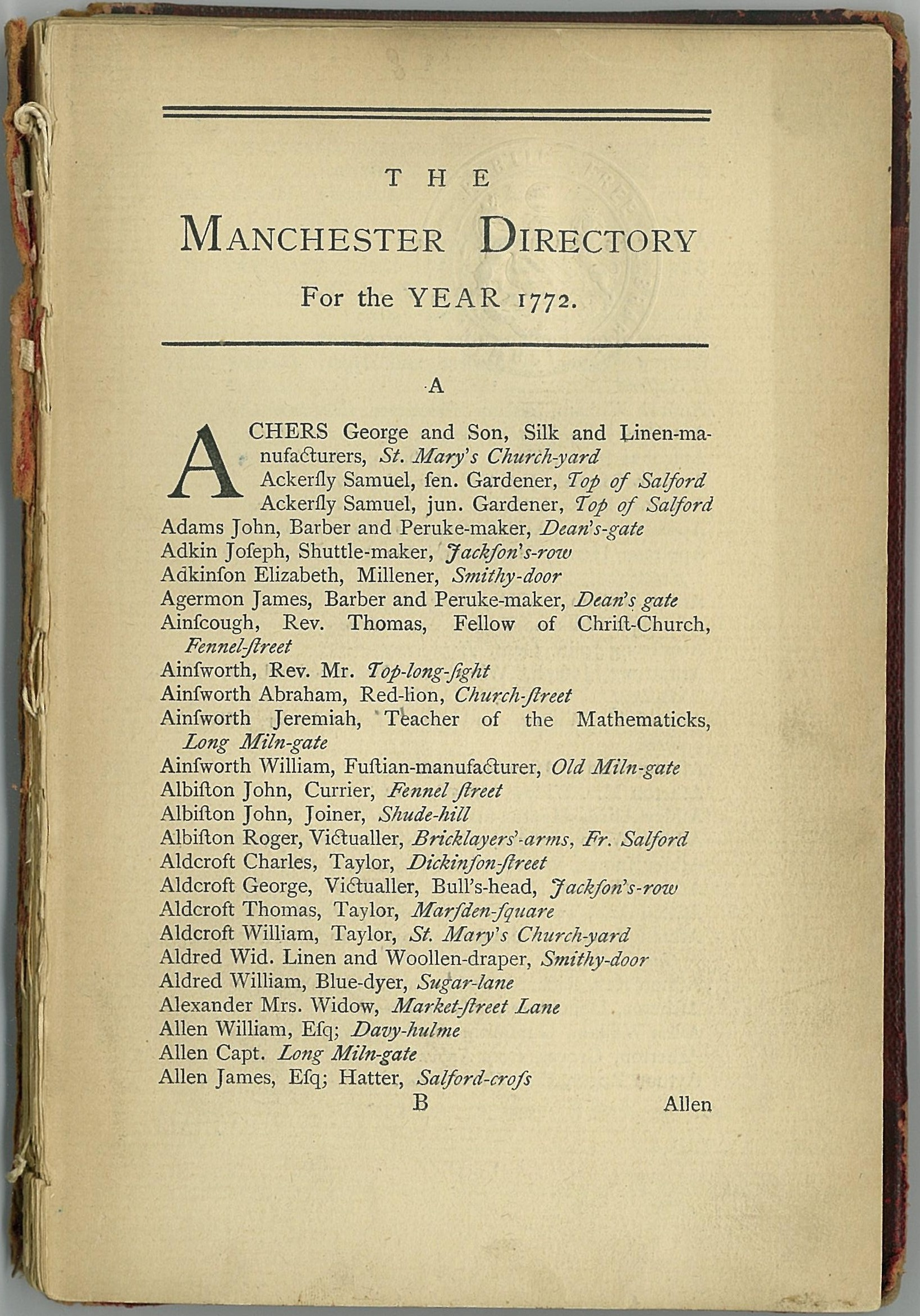
1772年，拉法尔德出版的《曼彻斯特姓名录》的第一页

1772年8月，拉法尔德出版了《曼彻斯特姓名录》，其中列出了曼彻斯特的1505名商人和公民领袖。她写道：“经常有人抱怨，需要一份商业大城曼彻斯特的姓名录……我承担了编写一份完整姓名录的艰巨任务。”次年，她又紧接着出版了涵盖索尔福德市的更完备版本。

有时，拉法尔德还经营着公牛头酒馆，这是该地区一栋重要的邮政大楼。在1772年8月，夫妇二人拥有了一家驿站，他们形容驿站为：
这是一家古老而宽敞的驿站，以曼彻斯特索尔福德国王之首的标志而闻名。装潢极为整洁优雅，是为接待贵族、绅士和商人而设。
因为设有一个大多功能厅，拉法尔德在这里举办牛排俱乐部的年度晚宴，并在冬季每周举行一次“卡片聚会”。考克斯（Cox）说，拉法尔德的烹饪和她的法语能力吸引了很多外国游客来到这里。拉法尔德的姐妹玛丽·惠特克（Mary Whitaker）在驿站对面开了一家商店，出售和拉法尔德在茴香街店出售的相同产品；同时，她也新开了一家家政中介。
后来，夫妇二人之间在驿站产生了问题。当时，丈夫约翰严重酗酒，并产生了自杀倾向。他说他想跳水溺亡时，拉法尔德回答说：“我确实觉得，这可能是你可以采取的最好办法，因为这样你就可以摆脱所有的烦恼和焦虑。而且你确实给我带来了很大困扰。”驿站经常被盗，生意不兴隆，资金问题（可能是因为他们在过去的20年中过度透支资金开展业务）也让债主上门催债。由于所有的财务交易都是以约翰的名义进行的，因此他把夫妇的所有财产都转让了，并且离开了驿站，从而偿还债务；而后，他被宣布破产。1779年10月，他们搬回了在市场的房子，在那里他们拥有了一间交易所咖啡屋。丈夫约翰成为了生意的老板，而拉法尔德则负责提供食物，主要是汤。在草莓时令期的时候，她在克萨尔荒原赛马场售卖草莓配奶油，茶和咖啡。

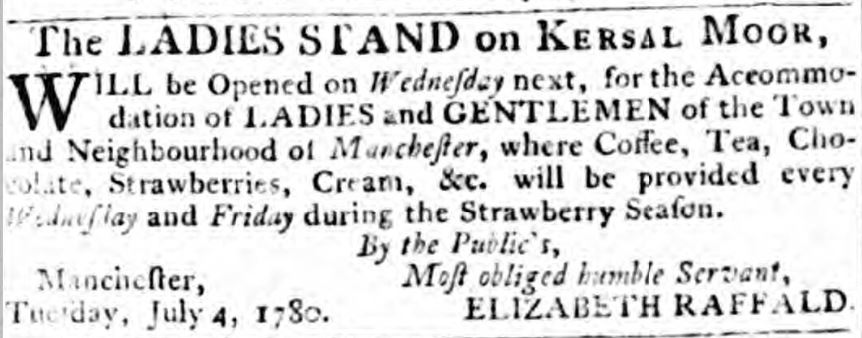
1780年7月，拉法尔德在《曼彻斯特水星报》的广告中称其在克萨尔荒原赛马场出售点心

1781年，拉法尔德的财务状况得到了改善。她更新并发布了第三版《曼彻斯特姓名录》；同时，她也在编写《经验丰富的英格兰管家》第八版，并与妇产科医生和查尔斯·怀特（Charles White）一起编写产科学的书。1781年4月19日，她突然“痉挛，并仅在发病的一个小时后逝世”。现代将该症状视为中风。历史学家佩内洛普·科菲尔德（Penelope Corfield）认为，约翰的破产可能是拉法尔德早逝的一个因素。4月23日，她于斯托克波特的圣玛丽教堂下葬。
拉法德死后一周，约翰的债主上门讨债。他被迫关闭了咖啡店，并变卖了他所有的资产。最初，他想出租店铺以持续经营，但无人愿意租下店铺，因此，租约和所有家具都移交给了债主，以用于偿还债务。产科学的书的手稿版权似乎已经出售，尚不可知这本书它是否曾出版过。如果已经出版，拉法尔德的名字并未在书中出现。据考克斯说，拉法尔德死后不久，约翰又搬回了伦敦，“过着奢侈的生活”。他的钱用完后，他又结了婚，回到了曼彻斯特。回去后，他改过自新，并加入了卫理公会教堂，在那里参加了三十年的礼拜。他于1809年12月去世，享年85岁，葬在了斯托克波特。